# Agrilus pilicauda
Agrilus pilicauda é uma espécie de inseto do género Agrilus, família Buprestidae, ordem Coleoptera.
Foi descrita cientificamente por Saunders, 1874.